# Nicolás Eugenio Navarro
Nicolás Eugenio Navarro (* 14. November 1867 auf der Isla Margarita; † 6. November 1960 in Caracas) war ein venezolanischer römisch-katholischer Geistlicher und Weihbischof in Caracas.

## Leben
Nicolás Eugenio Navarro studierte bis 1884 Philosophie in Cumaná, bevor er in Caracas das Studium der Katholischen Theologie begann. Er wurde 1890 an der Universidad Central de Venezuela zum Doktor der Theologie promoviert. Navarro empfing am 29. September desselben Jahres das Sakrament der Priesterweihe.
Nicolás Eugenio Navarro gründete die Zeitung La Religión, deren Direktor er von 1893 bis 1895 war. Von 1913 bis 1960 war Navarro Leiter des Diözesanarchivs von Caracas.
Am 9. Februar 1943 ernannte ihn Papst Pius XII. zum Titularbischof von Usula und zum Weihbischof in Caracas. Der Apostolische Nuntius in Venezuela, Erzbischof Giuseppe Misuraca, spendete ihm am 25. März desselben Jahres die Bischofsweihe; Mitkonsekratoren waren der Koadjutorerzbischof von Caracas, Lucas Guillermo Castillo Hernández, und der Bischof von Zulia, Marcos Sergio Godoy. Am 23. April 1952 ernannte ihn Pius XII. zum Titularerzbischof von Carpathus.